# جونيا وباتا
جونيا وباتا (باليابانية: 大畑 隼哉) (6 أبريل 1979 في طوكيو في اليابان – )؛ هو لاعب كرة قدم سابق كان يلعب كلاعب وسط.